# Michail Jakowlewitsch Woronin
Michail Jakowlewitsch Woronin (russisch Михаил Яковлевич Воронин, wiss. Transliteration Michail Jakovlevič Voronin; * 26. März 1945 in Moskau; † 22. Mai 2004 ebenda) war ein sowjetischer Kunstturner. Er galt als einer der besten Turner der 1960er Jahre.
Woronin wurde 1966 Mehrkampfweltmeister sowie 1967 und 1968 Mehrkampfeuropameister. Bei den Olympischen Spielen 1968 in Mexiko-Stadt wurde er Zweiter im Mehrkampf und Olympiasieger am Reck und beim Sprung. Nach ihm benannt als Woronin-Felge ist die Riesenfelge mit gestreckten Armen an den Ringen.
Woronin war mit der Kunstturnerin Sinaida Woronina, 1968 ebenfalls Olympiasiegerin, verheiratet, mit der er einen Sohn Dmitrij (* 1969) hatte. Das Paar trennte sich zwei Jahre nach der Geburt des Sohnes. Wegen der Alkoholkrankheit von Woronina bekam Michail Woronin nach der Scheidung (1980) das Sorgerecht zugesprochen.
Woronin starb 2004 im Alter von 59 Jahren an den Folgen einer Krebserkrankung. Er wurde 2010 in die International Gymnastics Hall of Fame aufgenommen.